# Trikke

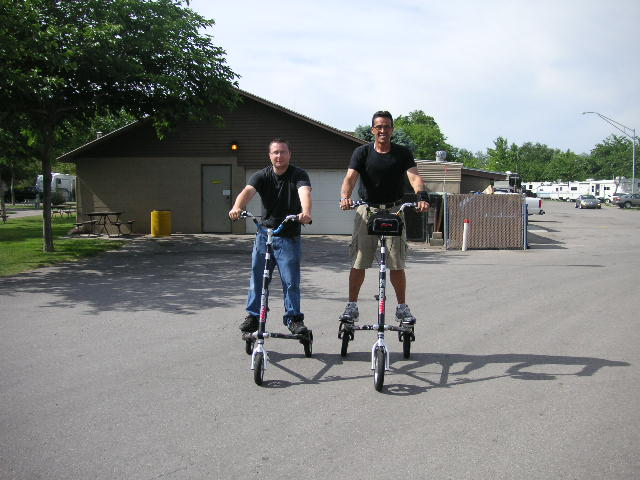
Zwei Fahrer des manuell angetriebenen Trikke-HPV-Modells

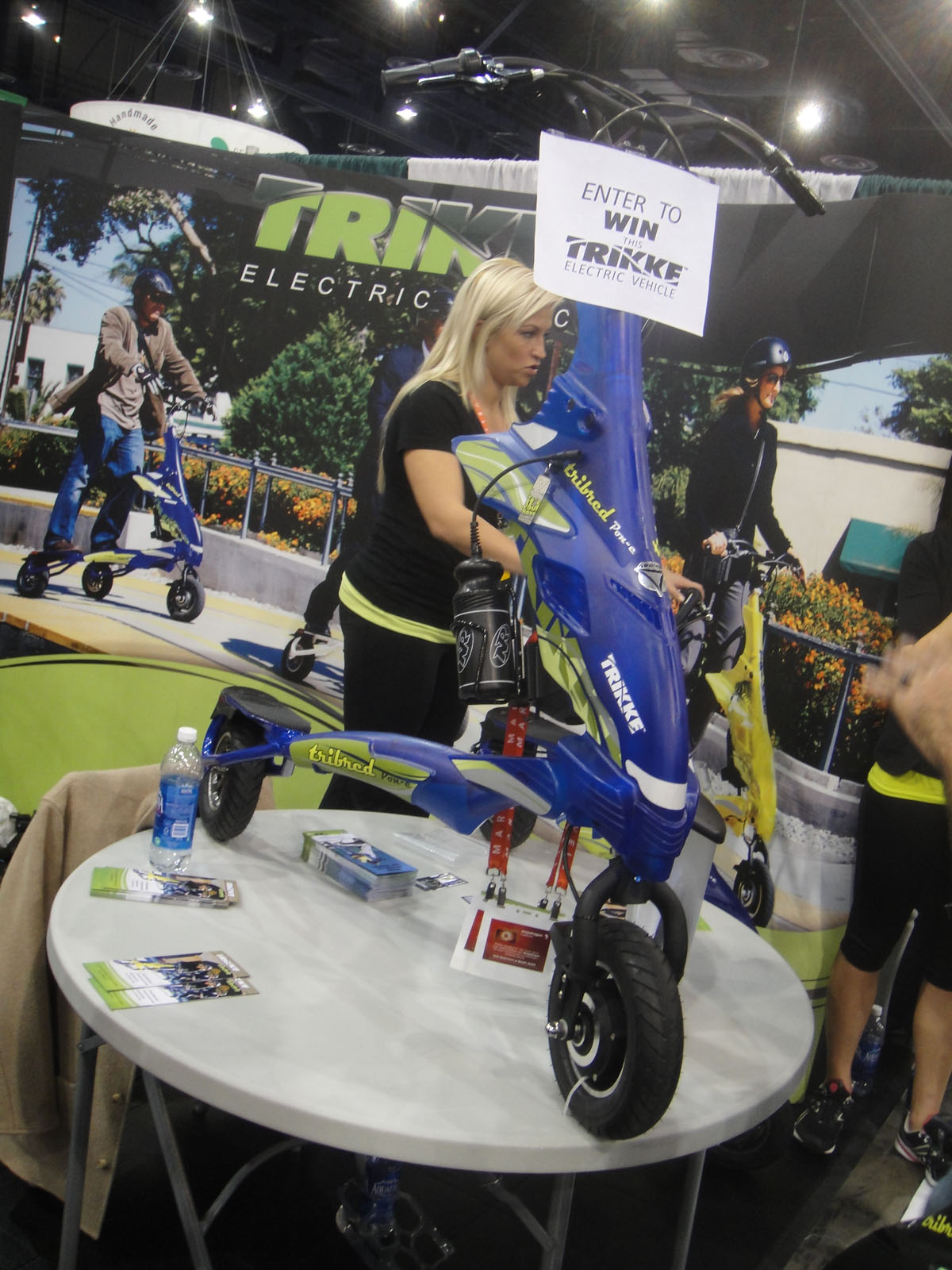
Trikke Electric Vehicle auf der Consumer Electronics Show 2012

Das Trikke ist ein dreirädriges Fahrzeug, das von Trikke Tech Inc. entwickelt und produziert wird. Der patentierte Cambering-Mechanismus erlaubt eine ketten- und pedallose Fortbewegung, ohne dass ein Fuß den Boden berührt. Die Konstruktion bietet eine stabile 3-Punkt-Plattform, sodass alle Räder jederzeit Bodenkontakt haben. Dies ermöglicht dem Fahrer ein starkes Hineinlehnen in Kurven und damit eine sportliche Fahrweise.

## Geschichte
Entwickelt wurde das Trikke um 1988 von dem aus Brasilien stammenden Ingenieur Gildo Beleski. Er konstruierte es als einen dreirädrigen Scooter, um sowohl Down- als auch Uphill fahren zu können. Das Bergauffahren gelingt durch entsprechende Bewegungen nach links und rechts. Dieses Konzept erweiterte er kontinuierlich zum patentierten Cambering-Gelenk, dem zentralen Bauteil aller Trikke-Modelle.
Im Jahr 2000 gründete Gildo Beleski Trikke Tech in Kalifornien. Er begründete eine Partnerschaft mit John Simpson, aktuell Präsident von Trikke Tech, und brachte das Trikke im Jahr 2002 auf den Markt.

## Modelle
SKKI
Dieses Modell ist für den Einsatz im Schnee gedacht. Das mit drei Kufen ausgestattete Modell soll für die freie Abfahrt auf der Skipiste sorgen.
HPV (Human Powered Vehicle)
Das rein manuell angetriebene HPV-Modell ist speziell im Fitnessbereich angesiedelt. Laut Hersteller lassen sich hier bis zu 1000 kcal/h abbauen.
eV (electric Vehicle)
Die eV-Modelle sind die elektrisch angetriebenen Varianten von Trikkes. Durch einen Nabenmotor und einen wechselbaren Akku lassen sich je nach Ausführung und Länderspezifikation Geschwindigkeiten von bis zu 25 km/h und Reichweiten bis zu 40 Kilometern realisieren. Für Deutschland wird das Modell eV6.1 mit entsprechender Zulassung hergestellt. Neben den Varianten für private Konsumenten existieren auch Sonderfahrzeuge wie z. B. für den Sicherheitsbereich der Polizei und Behörden.

## Technische Daten Trikke eV6.1
| Geschwindigkeit | die Fahrzeuge können mit zwei Maximalgeschwindigkeiten produziert werden. Einmal mit 25 km/h-Maximalgeschwindigkeit, hier besteht dann eine Helmpflicht. In dem Fall ist das Trikke als 3-rädriges Kleinkraftrad zugelassen und für den Straßenverkehr sind sie als Mofa eingestuft. Der Fahrer muss eine gültige Mofa-Prüfbescheinigung oder einen gültigen Führerschein besitzen. Oder mit 20 km/h, hier besteht keine Helmpflicht. Die Geschwindigkeit wird über einen Gaszug geregelt. Per Einstellung am LC-Display besteht zusätzlich die optionale Möglichkeit, entsprechende Limits zu setzen. |
| Antrieb         | Vorderrad, 48V-350W bürstenloser Radnabenmotor. |
| Rahmen          | Flugzeugaluminium. |
| Reichweite      | bis 40 Kilometer. |
| Gewicht         | inklusive Akku 23,7 Kilogramm. Ohne Akku 19,7 Kilogramm. |
| Ladedauer       | maximal 5 Stunden, per Schnellladegerät in 3 Stunden. |
| Bereifung       | Vorne 10" × 2,5", Hinten 9,5" × 2,5". |
| Maße in cm      | Fahrbereit: 130 × 64 × 128; Zusammengefaltet: 144 × 69 × 35. |
| Bremsen         | 2-Kreis-Bremssystem (Scheibenbremsen). |
| Akku            | Panasonic 48 Volt – 11,25 Ah (540 Wh). Der Akku lässt sich einfach aus der Halteschiene ziehen und somit wechseln. |

## Deutsche Zulassung
Seit Mai 2014 dürfen Trikke eV-Modelle (deutsche Spezifikation mit Straßenzulassung: eV 6.1) auch im deutschen Straßenverkehr eingesetzt werden.